# Beckerina polysticha
Beckerina polysticha är en tvåvingeart som beskrevs av Schmitz 1939. Beckerina polysticha ingår i släktet Beckerina och familjen puckelflugor. Inga underarter finns listade i Catalogue of Life.